# Contea di Wangkui
La contea di Wangkui (望奎县S, Wàngkuí XiànP) è una contea della Cina, situata nella provincia di Heilongjiang e amministrata dalla prefettura di Suihua.